# Lazika
Království Lazika (gruzínsky ლაზიკის სამეფო, lazikis samepo; řecky Λαζική, Laziké; lazsky: ლაზიკა, Laziǩa, persky لازستان, Lazistán; arménsky Եգեր, Jeger), známé také jako království Egrisi (gruzínsky ეგრისის სამეფო, egrisis samepo) bylo starověkým gruzínským státním útvarem, jenž se rozkládal v západní části dnešní Gruzie. Existovalo v období mezi 1. století př. n. l. a 7. století n. l., nezávislé však bylo až od 3. století.

## Charakteristika
Lazika bylo království malého kavkazského národa Lazů a zahrnovalo celé území bývalého království Kolchida. Dá se proto označit za jeho nástupnický stát. Během své existence ovládla Lazika i sousední Abcházii. Přesto však nebyla Lazika zcela nezávislá; její králové byli povětšinou vazaly Římské říše, později Byzance. Lazika byl název, jenž se ujal a který Lazové uznávali, neboť byli dominantním národem v království. Gruzínci však upřednostňují název Egrisi.
Hlavním městem bylo patrně Kutaisi spolu s městem pod pevností Archeopolis.
Mezi další důležitá města patřilo přístavní města Fasis, Apsaros, Petra a Batis.

## Historie

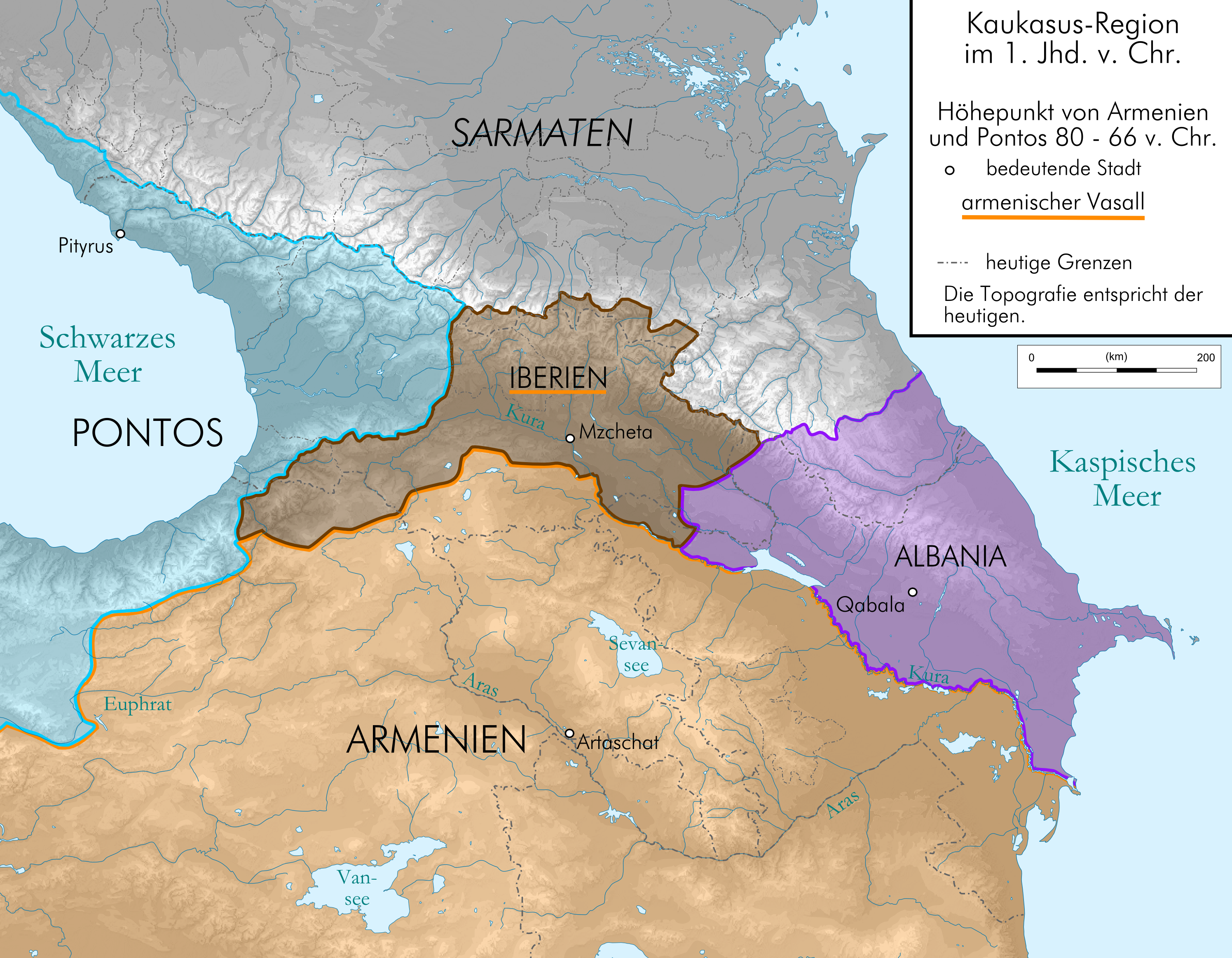
Území Kolchidy, resp. Laziky v době římské okupace v letech 74–66 př. n. l.

Lazika vznikla v bouřlivém období 1. století př. n. l., když pobřeží Kolchidy okupovala římská vojska pod velením Pompeia. Celé území včetně sousedního Pontu bylo následkem jeho kampaně z let 74 až 66 př. n. l. anektováno k Římské říši. Římané opevnili kolchidské přístavy a vnitrozemská města Archeopolis a Kutaisi. Dále se Kolchida přestala nazývat pořečtěně Kolchidou a ujal se nový název Lazika, resp. Egrisi. Anicetus Pontský pak o století později v roce 69 vedl neúspěšné protiřímské povstání. Po jeho potlačení začaly horské národy z Velkého Kavkazu (zejména Svanové a Heniočiové) provádět pravidelné loupeživé nájezdy do pobřežních provincií a oslabovaly zde římskou moc. Později území západní Gruzie získala rozsáhlou autonomii a nezávislost na Konstantinopoli a zdejší obyvatelé byli vůči Římské říši pouze povinni tributem. Mnoho součástí bývalé Kolchidy však utvořilo vlastní státy dle kmenové příslušnosti, včetně Laziky podle národa Lazů, a to se omezilo pouze na část území dnešní Mingrelie a západní Imeretie.

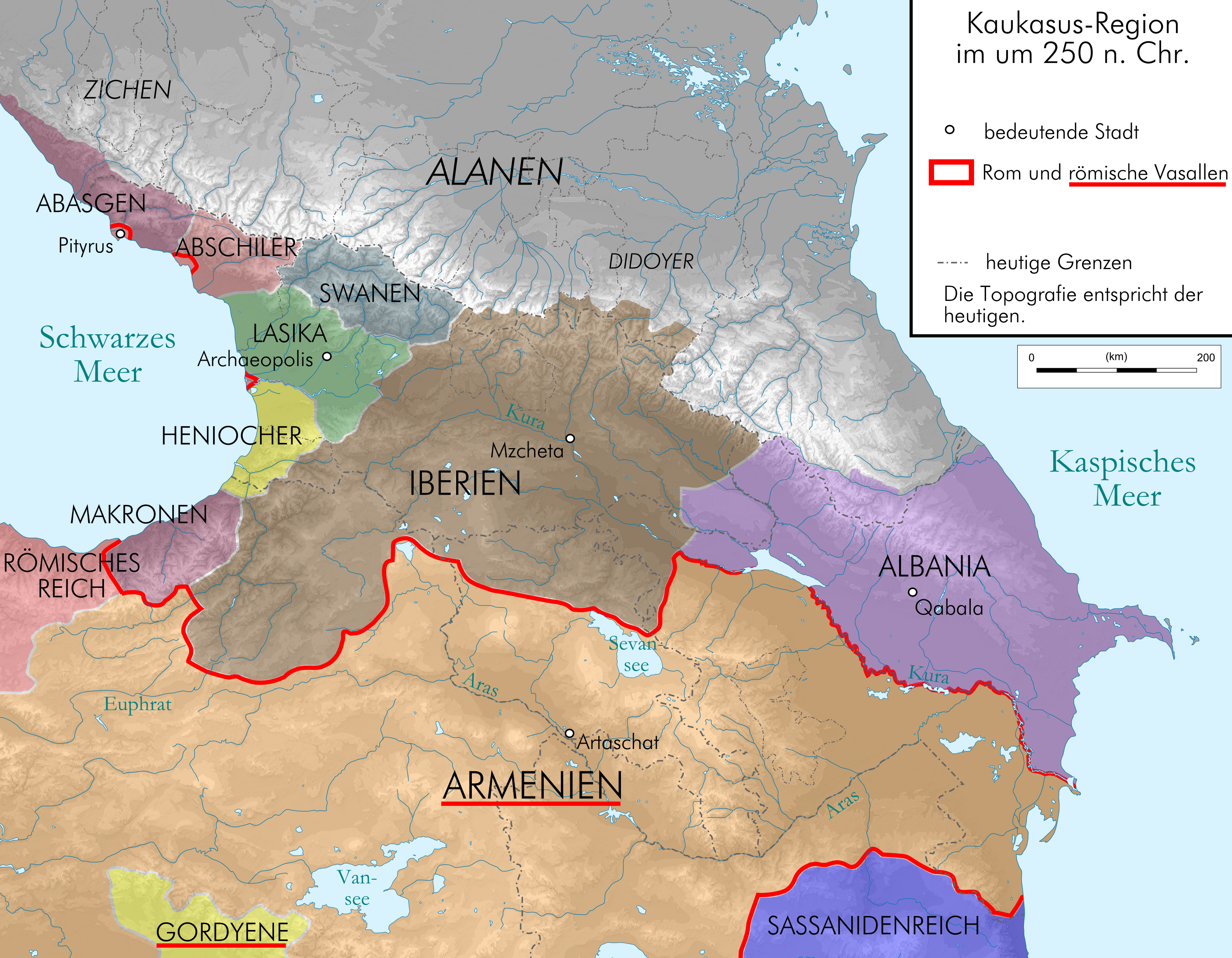
Lazika ve 3. století

Ve 3. století se Lazika stabilizovala a začala ke svému území postupně připojovat okolní země, jež kdysi patřily Kolchidě. Lazové se stali v západní Gruzii dominantním národem a své sousedy si rychle podmaňovali. Do této doby bylo toto království formálně vazalem Římské říše, avšak nyní již bylo zcela nezávislé a od Říma se odtrhlo. Počátkem 4. století byla v Lazice zřízena první křesťanská eparchie, podřízena biskupství v abchazském historickém městě Picunda, tehdy známém jako Bičvinda. V roce 319 pak byla tato víra uzákoněna jako jedno ze státních náboženství. Prvním křesťanským králem Laziky se stal Gubazes I. a za jeho vlády se křesťanství stalo také hlavním náboženstvím. Později se vládci, šlechta i ostatní věřící odklonili od řecké ke gruzínské ortodoxní církvi a gruzínština se stala místo řečtiny druhým úředním jazykem země, který byl pro Lazy mnohem srozumitelnější.
V 6. století byla Lazika společně s celým územím dnešní Gruzie předmětem dobývání sasánovskými Peršany, avšak Lazové se díky vydatné pomoci byzantských vojsk dokázali ubránit v tzv. lazské válce, na rozdíl od východního souseda Kavkazská Ibérie. Ten se musel perské nadvládě zcela poddat. Správa území však přešla po roce 570 přímo pod Byzanc a celé království se stalo na téměř sto let její součást s jednou přestávkou, když se území na krátko stalo vazalem Persie. Od roku 660 však byla Lazika opět nezávislá, ale pouze na 31 let, neboť z jihovýchodu do oblasti pronikali Arabové, kterým se Lazové museli podvolit.
V 8. století království Lazika přestává existovat a v roce 767 se připojilo k rozpínajícímu se království Abcházie.

## Seznam lazských králů
Zde jsou uvedeni všichni známí vládci Laziky:
1. Agros (počátek 2. století)
2. Malaz (130 - ?)
3. Mirdat (cca 360 - 380)
4. Baraz-Bakur (cca 380 - 395)
5. Součástí Kavkazské Ibérie (cca 395 - 450)
6. Gubazes I. Lazický, (cca 456 – 466) - první historicky doložený král Laziky
7. Damnazes, (? – 521 nebo 522)
8. Cathius I. Lazický (521 nebo 522 – 527 nebo 528) - historicky doložený
9. Opsites, (? - cca 541) - historicky doložený, přesná doba vlády je neznámá
10. Gubazes II. Lazický (cca 541 – 555)
11. Cathius II. Lazický (556 – ?)
12. Vládu převzala Byzanc (570 - cca 660)
13. Barnuk I. (660 - cca 670)
14. Grigor (670 - 675)
15. Barnuk II. (675 - 691)
16. Vládu převzala Byzanc (691 - 697)
17. Vládu převzal Arabský chalífát (697 - 767)
18. Lazika sjednocena s Abcházií (od 767)